# Мифы о происхождении языков
В мифах народов мира распространён ряд этиологических сюжетов, касающихся происхождения и развития национальных языков и причин, лежащих в основе современного разнообразия языков.
Эти мифы имеют как ряд общих черт (в частности, использование сюжета о всемирном потопе и Вавилонской башне), так и существенные различия, обусловленные особенностями этногенеза различных народов. Мифы о происхождении языков, как правило, относятся к более общим, креационистским мифам, в то же время имеются и различия в мифологических сюжетах: некоторые мифы утверждают, что язык был дан творцом людям с самого момента их сотворения, другие — что язык был дан людям позднее как некий «особый дар».

## Миф о Вавилонской башне
Одним из наиболее распространённых мифов о различии языков является библейский миф, связанный со строительством Вавилонской башни. Согласно этому мифу, Бог наказывает человечество за высокомерие и непослушание смешением языков, в результате чего люди перестают понимать друг друга. При этом наличие преданий, аналогичных мифу о вавилонской башне, этнографы отмечали среди самых изолированных народностей всех материков. Эти предания можно разделить на три вида: в преданиях первого вида говорится о большом строительстве без упоминания о разделении языков (распространён у народностей Африки, Индии, Мексики, Испании, Мьянмы); предания второго типа (характерны для народов Древней Греции, Африки, Индии, Австралии, США, Центральной Америки) излагают свои версии происхождения языков, не упоминая о стройке, а предания третьего вида, подобно Библии, объединяют два этих события.
Все люди на земле имели один язык и одинаковые слова. Двинувшись с Востока, они нашли в земле Сеннаар долину и поселились там. И сказали друг другу: наделаем кирпичей и
обожжём огнём. И стали у них кирпичи вместо камней, а асфальт вместо извести. И сказали они: построим себе город и башню высотою до небес; и сделаем себе имя, чтобы мы не рассеялись по лицу всей земли. И сошёл Яхве посмотреть город и башню, что строили сыны человеческие. И сказал Яхве: вот один народ, и один у всех язык; это первое, что начали они делать, и не отстанут они от того, что надумали делать. Сойдём же, и смешаем там язык их, так чтобы один не понимал речи другого. И рассеял их Яхве оттуда по всей земле; и они перестали строить город. Посему дано ему имя: Бабель (Вавилон), ибо там смешал Яхве языки всей земли, и оттуда рассеял их Яхве по всей земле.

## Европа
В Древней Греции существовал миф о том, что люди веками жили без городов и законов под властью Зевса и говорили на одном языке. Бог Гермес перевёл языки людей, за этим последовало разделение народов и языков, а Зевс передал царскую власть правителю Аргоса Форонею.
В скандинавской мифологии язык — дар третьего сына Бора, бога Ве, который вместе с братьями Вили и Одином сотворил Мидгард — мир людей. В «Младшей Эдде» описано, как «сыны Бора» нашли на берегу моря бездыханных и «лишённых судьбы», в виде древесных прообразов, первых людей — Аска и Эмблу. Один дал им жизнь и душу, Вили — разум и движенье, а Ве — облик, речь, слух и зрение.

## Азия

### Индия
В индийской мифологии присутствует богиня Вач, представляющая собой «персонификацию речи». В «Ригведе» Вач посвящён один гимн (РВ X, 125), в котором её имя прямо не называется, но делаются постоянные звуковые намёки на имя богини. В эпический период Вач превращается в богиню мудрости и красноречия; она отождествляется с Сарасвати, рекой и речной богиней, и считается женой Брахмы. Отцом её считается тот же Брахма («Бхагавата-пурана») либо Дакша («Падма-пурана»).
Тамильский язык, один из 23 официальных языков Индии, согласно индуистской легенде, был создан богом Шивой, а бог Сканда и божественный мудрец Агастья преподнесли его людям.

### Андаманские острова
Традиционные верования коренных жителей Андаманских островов, расположенных в Бенгальском заливе, описывают язык, который дал людям бог Пулугу, создавший первого человека Томо и его жену Миту. Данный язык получил название «боджиг-яб», и, по мнению аборигенов, является их «родным языком», на котором они говорят по сей день.

## Америка

### Северная Америка
Согласно исследованиям Дж. Дж. Фрэзера, в мифологии индейских племён Америки — от Огненной Земли до Аляски — встречается сюжет о Всемирном потопе, после которого изменился язык у людей, переживших бедствие.
Сюжет о потопе представлен, например, в преданиях индейцев племени Каски, обитающих в основном в Северной Британской Колумбии и на юго-востоке Юкона. При этом в преданиях упоминается, что «до потопа был только один центр, потому что все люди жили вместе в одной стране и говорили на одном языке».
В мифологии ирокезов верховный бог Таронхайавагон («Владыка небес») направляет людей в путешествия и селит их в разных местах, где меняются их языки.
У индейских племён — носителей салишских языков (обитают на северо-западе США и юго-западе Канады) бытует миф о том, как спор между людьми привёл к возникновению разных языков. Два человека из племени поспорили, из-за чего возникает шум, сопровождающий уток в полете — из-за воздуха, проходящего через клювы птиц, или из-за взмаха крыльев. Чтобы рассудить спор, вождь племени созывал совет, куда пригласил всех старейшин из близлежащих деревень. Но совет так и не пришёл к единому мнению, и в конечном итоге привёл к расколу — некоторые участники совета покинули его, ушли из селения и постепенно начали говорить по-другому, что привело к формированию различных языков.
В мифологии юки, одного из индейских племён Калифорнии, Создатель в сопровождении койота создаёт языки и различные племена в разных местах. Создатель совершает долгое путешествие, в ходе которого он ночью раскладывает палки, которые наутро превращаются в людей с разными обычаями и языками.

### Мезоамерика
В мифологии ацтеков также присутствует миф о потопе, после которого выжили единственный мужчина — Коксокс и единственная женщина — Шочикецаль. Они стали родоначальниками нового племени, у которого поначалу вообще не было языка, а впоследствии у каждого члена племени был свой язык, из-за чего они не могли понять друг друга.

### Южная Америка
Легенда индейцев племени тукуна, обитающего в дождевых лесах Амазонии гласит, что все народы когда-то были одним племенем, говорившим на одном языке до тех пор, пока они не съели два яйца колибри. После этого единое племя раскололось на группы и рассеялось по всей земле.

## Африка
Ва-санья, одна из этнических групп семьи банту, придерживаются мифа о том, что вначале народы земли знали только один язык, но во время массового голода были поражены безумием и разбежались во всех направлениях, бормоча странные слова — так появились разные языки.
В африканских традиционных религиях наличествуют боги, говорящие на всех языках, как, например, Эшу (Элегба) и Орунмила у народа йоруба.

## Австралия и Океания

### Австралия
Одно из племён австралийских аборигенов, обитающих в Южной Австралии, придерживаются веры в миф, что разнообразие языков возникло из-за каннибализма. Согласно этому мифу, некогда жила женщина по имени Вуррури и когда она умерла, её труп начали поедать люди из племени раминджерар. Поев её плоти, они сразу же начали говорить вразумительно. Другим племенам, прибывшим на пиршество позже, достались другие части тела Вуррури, и поэтому они заговорили на языке, отличавшемся от языка раминджерар.
Другая группа австралийских аборигенов, Ганвингу имеет миф о богине, дающей каждому из своих детей во время сна свой язык.

### Полинезия
У обитателей острова Хао в архипелаге Туамоту (Французская Полинезия) распространён миф, очень похожий на историю о Вавилонской башне: в нём рассказывается о Боге, который «в гневе прогнал строителей, разрушил здание и изменил их язык, чтобы они говорили на разных языках».